# Катастрофа C-54 под Чарльз-Тауном
Катастрофа C-54 под Чарльз-Тауном — крупная авиационная катастрофа, произошедшая в пятницу 13 июня 1947 года на Голубом хребте в районе Чарльз-Тауна (штат Западная Виргиния). Пассажирский самолёт Douglas C-54-DO Skymaster американской авиакомпании Pennsylvania-Central Airlines (PCA) выполнял пассажирский рейс из Питтсбурга (Пенсильвания) в Вашингтон (округ Колумбия), когда при подходе к аэропорту назначения врезался в горы и разрушился, при этом погибли 50 человек.

## Самолёт
Douglas C-54-DO Skymaster с заводским номером 3112 и серийным D2-2 был выпущен в 1942 году, а 27 августа (по другим данным — в октябре) передан американским военно-воздушным силам, где получил бортовой номер 41-32937. После окончания Второй мировой войны, когда в армии образовался излишек техники, в 1946 году самолёт был продан американской авиакомпании Pennsylvania-Central Airlines (PCA), где после перерегистрации получил номер NC88842 (по другим данным — N88842).
Общая наработка самолёта составляла 8038 часов. Его четыре поршневых двигателя были модели Pratt & Whitney R-2000-7 и оборудованы воздушными винтами производства Hamilton Standard. У двигателя № 1 общая наработка составляла 2763 часов, в том числе 495 часов от последнего капитального ремонта; у двигателя № 2 — 11999 и 385 часов; у двигателя № 3 — 2936 и 683 часа; у двигателя № 4 — 1745 и 438 часов соответственно

## Экипаж
Экипаж самолёта состоял из двух пилотов и одной стюардессы:
- Командир воздушного судна — 46-летний Гораций Старк (англ. Horace Stark). Отработал в авиации 28 лет, а его общий лётный опыт составлял 18 001 час, в том числе 1309 часов на самолётах семейства DC-4/C-54.
- Второй пилот — 28-летний Роберт Н. Крикмор (англ. R. N. Creekmore). Его общий лётный опыт составлял 2513 часов, в том числе 1833 часа на самолётах семейства DC-4/C-54.
- Стюардесса — Маргарет Уэллс (англ. Margaret Wells, по другим данным её фамилия была Wall).

## Катастрофа
В тот день самолёт выполнял пассажирский рейс PCA-410 по маршруту Чикаго — Кливленд — Питтсбург — Вашингтон — Норфолк. Вылет из Чикаго (штат Иллинойс) был выполнен в 13:52, а весь полёт до Кливленда (штат Огайо) по оценке экипажа должен был занять 1 час 25 минут. Но вскоре после вылета, когда полёт проходил на эшелоне 7000 футов (2100 м), с самолёта доложили, что вынуждены задержаться, так как в районе Гошена (штат Индиана) была гроза, которую они хотели бы обогнуть. Но спустя ещё 15 минут экипаж доложил, что не может обойти грозовое облако и запрашивает разрешение пролететь под ним. В ответ диспетчер разрешил снижаться до 2000 футов (610 м) и следовать по правилам визуальных полётов. Полёт под грозой проходил вплоть до Кливленда, где авиалайнер приземлился в 16:04, на 47 минут позже ожидаемого времени.
В отличие от первого этапа, полёт от Кливленда до Питтсбурга (штат Пенсильвания) был уже вполне обычным.
В 17:24 с 47 пассажирами и 3 членами экипажа на борту рейс 410 вылетел из Питтсбурга в Вашингтон. Его взлётный вес был на 6000 фунтов (2700 кг) меньше установленного; центровка также не выходила за установленные пределы. Спустя 29 минут после вылета, в 17:53 с самолёта доложили о прохождении пересечения Флинтстоун на высоте 7000 футов (2100 м), после чего перешёл на связь с Вашингтонским районным центром управления воздушным движением, от которого в 17:54 получил разрешение следовать до Херндона (штат Виргиния), сохраняя эшелон 7000 футов (2100 м) до получения следующего разрешения. Также экипаж был предупреждён, что будет задержка с посадкой на неопределённый срок, но разрешение на посадку будет дано самое позднее в 19:20, то есть задержка может достичь 1 часа 10 минут от расчётного. Далее диспетчер передал прогноз погоды на 18:30, на что с рейса 410 подтвердили получение информации, а затем запросили разрешение на подход к Вашингтону по правой схеме, то есть к западу от радиомаяка Аркола. Это разрешение было дано, а в 18:03 экипаж получил разрешение переходить на связь с диспетчером взлёта и посадки («Вашингтон—башня») после прохождения Арколы на высоте 2500 футов (760 м) или ниже по правилам визуальных полётов, но если не выйдет, то сохранять связь с центром управления движением, сохраняя высоту 2500 футов (760 м). При выполнении снижения экипаж должен был докладывать о прохождении каждой тысячи футов высоты.
В 18:05 с рейса 410 доложили о начале снижения с высоты 7000 футов (2100 м), а через пару минут доложил о прохождении 6000 футов (1800 м). В 18:08 с самолёта сообщили, что находятся на юге Мартинсберга (штат Западная Виргиния), а почти следом о прохождении 5000 футов (1500 м). В 18:10 экипаж доложил о прохождении высоты уже 4000 футов (1200 м), а через три минуты, примерно в 18:13 — о прохождении 3000 футов (910 м). Больше экипаж на связь уже не выходил, в том числе не доложил о занятии высоты 2500 футов (760 м). В 18:19, спустя 6 минут с момента последней связи, диспетчер попытался несколько вызвать рейс 410, но ответа от него так и не было.
Пролетая Голубой хребет сквозь ливень на фактической высоте около 1425 футов (434 м) в полётной конфигурации, авиалайнер на удалении 8 миль (13 км) к востоку от реки Шенандоа и к юго-западу от Арколы врезался в закрытый облаками гребень хребта всего на 225 футов (69 м) ниже его верхнего края и полностью разрушился. Все находящиеся на борту 50 человек погибли. Позже на месте катастрофы было найдено несколько остановившихся часов, которые показывали время от 18:12 до 18:22, исходя из чего время катастрофы было определено как среднее арифметическое — 18:16.

## Расследование
Согласно изучению обломков было установлено, что в гору самолёт врезался в полётной конфигурации, а двигатели работали на номинальном режиме; выставленное на высотомерах давление отличалось от фактического на сотую долю дюйма, то есть погрешность по высоте была очень мала. Признаков неисправности или отказа систем управления обнаружено не было. Были опрошены несколько свидетелей, которые находились в долине Шенандоа на удалении до 10 миль к западу от горы, на которой произошла катастрофа, и которые видели, либо слышали летящий самолёт. Исходя из этих показаний, выходило, что как минимум за 10 миль до места катастрофы авиалайнер следовал в юго-восточном направлении, периодически влетая в низко висящие облака, из-за чего терял землю из вида.

### Погодные условия
Согласно показаниям девяти пилотов других рейсов, которые на момент происшествия следовали по воздушному коридору «Рэд 20», в регионе в целом была спокойная погода, а близ места катастрофы был ливневый дождь, но турбулентность на высотах 7000 футов (2100 м) и ниже не наблюдалась. Когда диспетчер дал экипажу разрешение пройти Арколу на высоте 2500 футов (760 м) или ниже, над Вашингтоном в это время стоял слой высокой облачности с разрывами, нижняя граница которой достигала 1100 футов (340 м), небольшой дождь, а видимость достигала 4 мили (6,4 км). Над Фронт-Ройялом, что на 30 миль (48 км) к юго-западу от места происшествия, по данным на 17:30 стояла сплошная облачность с нижней границей 2000 футов (610 м). А над Мартинсбергом, что на 18 миль (29 км) к северо-западу от места происшествия, по данным на 18:02 также стояла сплошная облачность с нижней границей 2000 футов (610 м), шёл небольшой дождь и стоял туман, а видимость не превышала 2 мили (3,2 км). К 18:30 погода в Мартинсберге ухудшилась, в том числе усилился дождь, а видимость упала до 1,75 мили (2,8 км). Согласно показаниям очевидцев из долины Шенандоа, к западу от хребта стояла низкая облачность, которая закрывала горы, и шёл дождь, который в западной части долины был небольшим, но ближе к хребту усиливался до ливня.

### Техническое состояние самолёта
В истории самолёта не было никаких записей о серьёзных неисправностях, да и у ранее летавших на нём пилотах не было замечаний по его работе, в том числе не было замечаний по борту NC88842 и у экипажа, который ранее в тот день выполнял на нём рейс из Вашнигтона в Чикаго. Стоянка в Чикаго составила пять часов и в этот период была проведена проверка Дугласа, которая не обнаружила по нему никаких замечаний, после чего самолёт был отдан под роковой рейс 410. Анализ радиопереговоров между экипажем и землёй в период полёта от Питтсбурга до Вашингтона не обнаружил никаких признаков, что у экипажа возникали проблемы с управлением.
Была проверена вероятность на самолётах данного типа закупорки приёмников воздушного давления водой, которая могла попасть туда во время стоянки на земле при предварительной мойке, либо сильного дождя. Был проведён эксперимент, который показал, что заполнение данной системы водой действительно приведёт к отказу высотомеров, но это если система не прошла модернизацию, в ходе которой были сделаны специальные отверстия для предупреждения скопления воды. Данные из записей по эксплуатации самолётов DC-4/C-54, в том числе и разбившегося, свидетельствовали, что случаев заполнения приёмников давления водой не наблюдалось, так как все эти самолёты уже успели пройти модернизацию. Была также проверена и вероятность внесения погрешностей в показания высоты путём изменений положений тумблеров и переключателей, расположенных перед пилотами. Но данные тумблеры закрываются специальными колпачками, которые предотвращают непреднамеренное изменение положения переключателей (например, вместо «Вкл» → «Выкл»). Также по свидетельствам корпорации Douglas Aircraft Company если такое и возможно, то погрешность в показаниях высоты не будет превышать 200 футов (61 м).

### Соблюдение безопасной высоты
В пилотных руководствах по воздушным коридорам безопасная высота на участке от Мартинсберга до Херндона была указана как 3000 футов (910 м), а от Херндона до Вашингтона — 1500 футов (460 м), при полёте по коридорам «Рэд 20» и «Рэд 61» от Мартинсберга до Вашингтона через Алросу. Последняя попадает под коридор «Рэд 20» и находится на удалении 9 миль (14 км) к юго-западу от Херндона. В то же время было отмечено, что коридор «Рэд 61» был утверждён незадолго до событий и ещё даже не были утверждены минимальные высоты на нём. Изданные в авиакомпании PCA руководства также не включали в себя минимальные безопасные высоты, а от пилотов не требовали точно выдерживать направления.
Между тем, местность от Мартинсберга до Вашингтона, в том числе и на трассах «Рэд 20» и «Рэд 61» постепенно повышается и постепенно достигает высот от 1600 футов (490 м) до 1800 футов (550 м). Безопасная высота полёта в свою очередь должна выбираться из расчёта, чтобы минимальная высота над местностью не была ниже 1000 футов (300 м). Это правило должно соблюдаться не только Управлением гражданской аэронавтики, но и самими авиакомпаниями, если последние будут сами устанавливать для экипажей безопасные высоты. Хотя могут быть проблемы, если каждая авиакомпания будет устанавливать свои высоты, в результате пилоты при смене авиакомпании могут начать путаться и даже отвлекаться от полётов, то есть требовалась стандартизация по этому вопросу.
Также обращает на себя внимание разрешение, полученное экипажем во время полёта на высоте 7000 футов (2100 м), и согласно которому надлежало снижаться по направлению на Арколу до 2500 футов (760 м) и ниже, причём снижение под эту высоту допускалось при визуальном наблюдении земли. Но это данное диспетчером разрешение противоречило сохранению безопасной высоты 3000 футов (910 м) до Херндона, в том числе и установленной в авиакомпании. В этой ситуации прежде всего пилоты должны были помнить о соблюдении безопасной высоты и доложить диспетчеру, что данное им разрешение о снижении противоречит этому. Да и переданная диспетчером схема снижения не была утверждена в авиакомпании. Сам диспетчер не имел права давать разрешение на снижение под безопасную высоту, если этого не просил сам экипаж, либо предупредить пилотов о снижении под безопасную высоту. Пилоты же в такой ситуации должны были снизиться до установленной безопасной высоты 3000 футов и далее запросить разрешение у диспетчера на продолжение снижения до 2500 футов. Однако запросов от экипажа на такое снижение не поступало.
Далее возникает вопрос, а почему вообще опытный пилот, который не раз летал по этому маршруту и хорошо знал местность от Мартинсберга до Вашингтона, снизился до 1425 футов (434 м), что гораздо ниже гор в этом районе. К тому же с самолёта при докладах о прохождении каждых 1000 футов не стали докладывать о достижении 2000 футов (610 м), то есть словно экипаж не заметил снижения до 1425 футов (434 м). Возможно, что пилоты неправильно прочли показания высотомеров, либо приборы показывали неверные значения из-за каких-либо факторов, например, скачки температуры и давления, турбулентность при полёте над горами.
Вариантов причин нарушений в работе высотомеров два. Во-первых, переключатели основной системы приёмников воздушного давления могли стоять в неправильном положении. Но оба переключателя имели предохранительные индикаторы, предупреждавшие пилотов об этом, а разбившийся самолёт был модернизирован таким образом, что переключатели высотомеров со стороны обоих пилотов не могли оба одновременно отключить приборы от основной системы. Да и тесты показали, что даже если это и произойдёт, то погрешность в высоте не будет превышать 200 футов. Во-вторых, при полёте сквозь дождь в систему по приёму внешнего давления могла набраться вода, что привело бы уже к погрешности в 1000 футов (300 м), то есть пилоты могли думать, что летят на 2500 футов (760 м), тогда как на самом деле были гораздо ниже. Однако по данным авиакомпании, разбившийся самолёт прошёл модернизацию по предотвращению накопления воды в трубках Пито, а Совет по гражданской авиации в период расследования убедился, что практически все гражданские самолёты типа DC-4 прошли такую же модернизацию.
И всё же остаётся один факт, отображающий недальновидность пилота — он намеренно снизился под установленную для данной местности безопасную высоту 3000 футов. Словно экипаж намеревался поскорее перейти на контакт с аэропортом, иначе ему пришлось бы задержаться у Херндона или Арколы. Также пилоты могли и не видеть землю, хотя очевидцы на земле указывали, что периодически самолёт появлялся в разрывах облаков. Есть также сомнения, что пилоты действительно понимали, где находятся, то есть, возможно, когда в 18:08 было доложено о местонахождении к югу от Мартинсберга, то фактически самолёт ещё не был там. Таким образом, пилоты могли намеренно снизиться ниже 3000 футов, чтобы увидеть землю и визуально сориентироваться.
Также есть ещё один момент — топливный рычаг стоял в режиме «Максимальное обогащение». Была высказана версия, что имелся сбой в работе одного из двигателей, поэтому остальные три и были переведены на такой режим, но экспертиза двигателей показала, что все четыре работали в номинальном режиме, да и свидетели не заметили в их работе ничего необычного. Да и от момента последнего доклада (о прохождении 3000 футов) до приблизительного времени катастрофы прошло около трёх минут, в течение которых на землю не сообщалось ни о каких отказах. Из данных по истории самолёта были записи о неисправностях двигателей в прошлом, но к моменту происшествия они все были уже исправны. Таким образом все двигатели были исправны.
Другим вариантом причины перевода двигателей на такой режим могло быть то, что пилот подготавливал их, если ему срочно понадобится их максимальная мощность. В этом случае экипаж понимал, что мог снизиться под минимальную высоту, пока пытался увидеть землю, чтобы сориентироваться на местности, а максимальное обогащение смеси было сделано, чтобы в случае необходимости двигатели можно было перевести на максимальный режим для быстрого набора высоты, если в этом возникнет необходимость.

## Причины
1. Самолёт, экипаж и авиакомпания имели необходимые сертификаты.
2. Рейс 410 вылетел из Питтсбурга в 17:34 и, выполняя полёт по приборам, направился в Вашингтон на эшелоне 7000 футов (2100 м).
3. При вылете общий вес самолёта и центровка не выходили за установленные пределы.
4. После пересечения Флинтстоун экипаж получил разрешение следовать до Херндона на высоте 7000 футов и предупреждён, что возможна задержка с посадкой примерно на 1 час 20 минут.
5. Пилот запросил разрешение на подход к Вашингтону по правилам визуальных полётов по схеме к северо-западу от радиомаяка Аркола.
6. Диспетчер из центра управления воздушным движением дал разрешение рейсу 410 на прохождение Арколы на высоте 2500 футов (760 м) или ниже по правилам визуальных полётов, а если это невозможно, то сохранять до Арколы 2500 футов, о чём доложить в центр управления воздушным движением.
7. Воздушный коридор от Мартинсберга до Херндона проходит рядом с коридором от Мартинсберга до Арколы, при этом Херндон находится на 9 миль (14 км) северо-восточнее Арколы, а ландшафт по обоим коридорам по сути одинаков.
8. Установленная в авиакомпании безопасная высота на участке от Мартинсберга до Херндона составляла 3000 футов (910 м) как для полётов по приборам, так и для визуальных.
9. Относительно участка от Мартинсберга до Арколы в руководствах для пилотов отсутствовала хоть какая-то безопасная высота, так как этот коридор был введён уже после публикации данного издания.
10. Авиакомпания не выполняла полёты по коридору Мартинсберг — Аркола, а потому не устанавливала по нему безопасные высоты.
11. Запрос пилота на разрешение для пролёта Арколы противоречил установленным в авиакомпании руководствам по полётам.
12. Диспетчер авиакомпании не пытался узнать, соответствовали ли запрос и полученное разрешение установленным в авиакомпании руководствам.
13. Разрешение также не соответствовало руководствам по работе службы воздушного движения.
14. Через пять минут после доклада о прохождении к югу от Мартинсберга экипаж доложил о снижении ниже 3000 футов (910 м) (под безопасную высоту).
15. Самолёт видели к западу от горного хребта, когда он пролетал над долиной Шенандоа в юго-восточном направлении и ниже вершины горного гребня.
16. Влетев в облако, закрывавшее горные вершины, авиалайнер разбился на высоте примерно 1425 футов (434 м) близ населённого пункта, известного как Лукот Рок (англ. Lookout Rock, штат Западная Виргиния), полностью разрушился и сгорел.
17. В гору самолёт врезался, находясь в малом крене и небольшом снижении.
18. До удара о землю на борту не было разрушения конструкции, отказа системы управления или двигателей.
19. На момент катастрофы оба пилота работали уже 8 часов 6 минут, а перед этим имели 12-часовой отдых.

18 ноября 1947 года, то есть спустя 5 месяцев после происшествия, был выпущен итоговый отчёт, согласно которому причиной катастрофы стали действия пилота по снижению под безопасную высоту, установленной для данного маршрута, при погодных условиях, которые препятствовали визуальному наблюдению земли. Способствовало катастрофе некорректное разрешение на снижение, выданное диспетчером из центра управления воздушным движением, с которым молча согласился диспетчер авиакомпании, а затем принял и начал выполнять экипаж.

## Последствия
В период расследования был отмечен ряд недостатков в действующих руководствах служб воздушного движения и по работе авиакомпаний. В результате были осуществлены следующие изменения:
1. 8 октября 1947 года Совет по гражданской авиации изменил пункт 60 Правил гражданской авиации по установлению минимальных безопасных высот. Теперь для всех воздушных коридоров и трасс были указаны безопасные высоты, а если они где-то отсутствовали, то было дано указание, чтобы при полёте в приборных условиях над горными районами экипаж соблюдал безопасную высоту над местностью не ниже 2000 футов (610 м).
2. Минимальная высота для ночных полётов над горной местностью была установлена в 2000 футов (610 м) над землёй, за исключением маршрутов, где существующее радионавигационное оборудование позволяет безопасно выполнять полёты на 1000 футов (300 м) над местностью.
3. Управление гражданской авиации провело совещание с представителями всех авиакомпаний и их региональных представителей, на котором было решено установить единые на всей территории США безопасные высоты для полётов по маршрутам, а также начальные высоты выполнения подхода.
4. В руководства по работе гражданских авиадиспетчеров было внесено правило, запрещающее выдачу разрешений на снижение ниже установленной безопасной высоты.
5. Существующие руководства для авиадиспетчеров по выдаче разрешений и контролю за полётами были изменены в пользу упрощения.
6. 10 октября 1947 года Советом по гражданской авиации было издано постановление, чтобы авиакомпании в период с 1 января по 15 февраля 1948 года оборудовали все свои воздушные суда индикаторами предупреждения опасной высоты над местностью.
7. Были проведены дополнительные исследования по изучению возможных ошибок в работе высотомеров.

### Комментарии
1. ↑  В отчёте самолёт отнесён к модели Douglas DC-4, чьей военной версией является C-54.
2. ↑  Здесь и далее указано Североамериканское восточное время (EST).
3. ↑  Пересечение Флинтстоун (англ. Flintstone Intersection) расположено на удалении 88 миль (142 км) к юго-востоку от Питтсбурга.